# Central Potato Research Institute
Le Central Potato Research Institute (CPRI, Institut central de recherche sur la pomme de terre) est un centre de recherche indien public consacré à la pomme de terre. C'est un organisme autonome rattaché au ministère de l'Agriculture.

## Histoire
Le CPRI a été fondé en août 1949, environ deux ans après l'indépendance de l'Inde, avec l'objectif de mettre au point des variétés et des techniques adaptées aux conditions locales.
En 2002, le CPRI avait créé 35 variétés nouvelles, qui ont contribué à l'énorme expansion de la culture de la pomme de terre dans le pays, accompagné d'une augmentation sensible des rendements.
Le siège, fixé d'abord à Patna (Bihar) a par la suite été transféré dans le nord de l'Inde à Shimla (Himachal Pradesh), où il se trouve actuellement, le site de Patna devenant à partir de 1956 une station de recherche régionale.
Le CPRI dispose de sept stations de recherche régionales, situées à Modipuram, Meerut (Uttar Pradesh), Jalandhar (Penjab), Gwâlior (Madhya Pradesh), Patna (Bihar), Kufri-Fagu, Shimla (Himachal Pradesh), Ooty (Tamil Nadu) et  Shillong (Meghalaya).
Il s'appuie également sur un réseau de 22 centres du programme AICPIP (All India Coordinated Potato Improvement Project), situés dans les différentes zones agro-climatiques du pays, dont 5 se trouvent dans des stations de recherches du CPRI, 14 sont implantés dans des universités agronomiques d'État, 2 sont des unités de préparation de semences situées dans les centre de Kufri et Modipuram, plus un centre volontaire sur le campus Ranichauri (Uttarakhand).